# Chiesa di San Giovanni Evangelista (Verzasca)
La chiesa parrocchiale di San Giovanni Evangelista è un edificio religioso che si trova a Monda, frazione del comune di Verzasca.

## Storia
Una chiesa venne costruita qui nel XV secolo, ma una frana la distrusse alla fine del XVI secolo, ricostruita, venne nuovamente distrutta da un'alluvione nel 1816. L'attuale versione dell'edificio risale ad una nuova ricostruzione operata nel 1819, mentre il campanile risale al 1839.

## Descrizione
La chiesa ha una pianta a croce con coro semicircolare, coperto da una volta a botte lunettata; in facciata è presente un rosone in stile neogotico.